# Velenice (Česká Lípa-i járás)
Velenice település Csehországban, Česká Lípa-i járásban. Velenice Zákupy, Brniště és Cvikov településekkel határos. Lakosainak száma 174 fő (2024. január 1.).

## Népesség
A település lakosságának változását az alábbi diagram mutatja:
| Lakosok száma | 850  | 665  | 477  | 299  | 211  | 177  | 175  | 175  | 165  | 174  |
|               | 1869 | 1890 | 1921 | 1950 | 1980 | 2001 | 2017 | 2019 | 2022 | 2024 |